# Trinxat

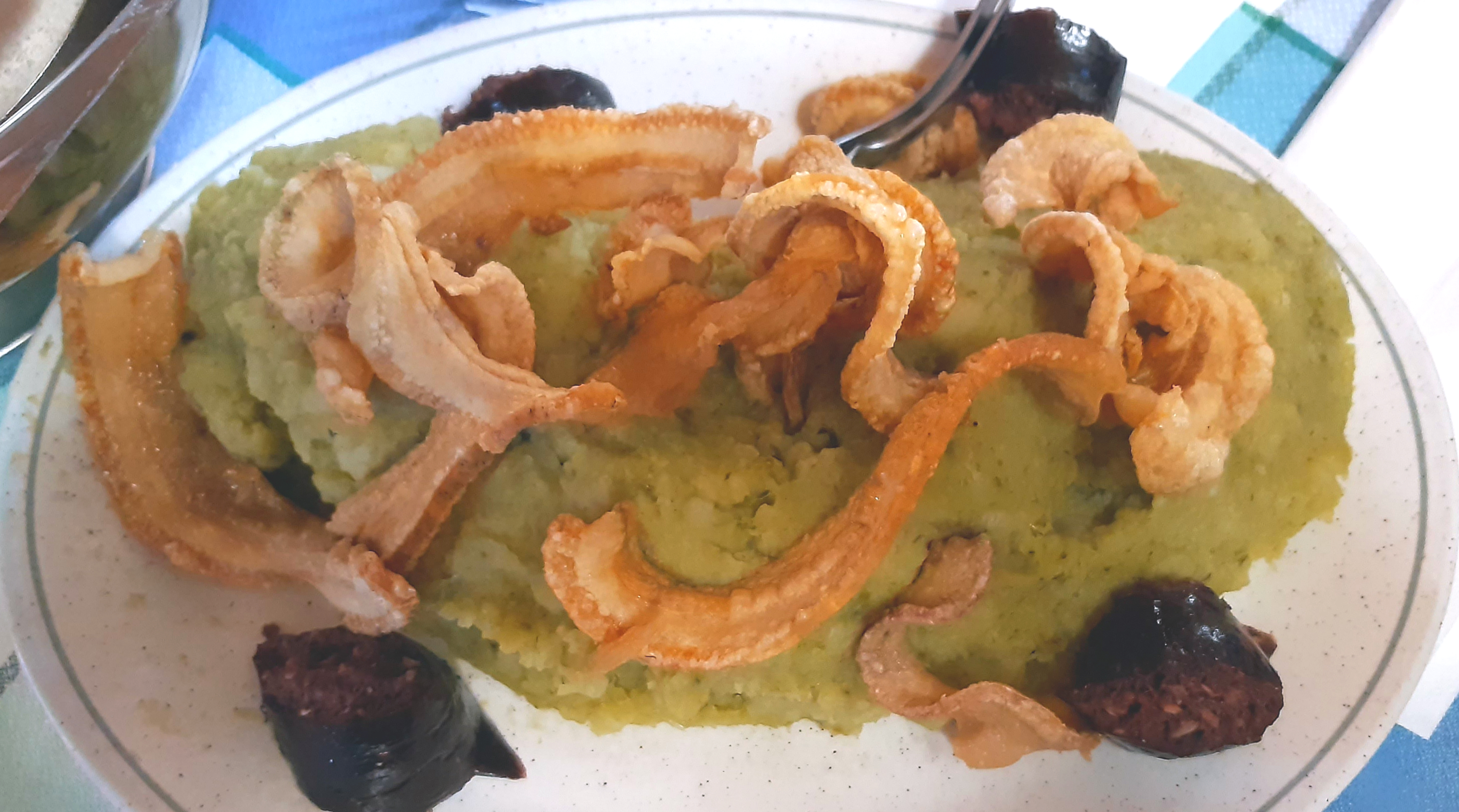
Trinxat con morcilla y tocino

Trinxat (trinchado) es un plato de las comarcas españolas de la Cerdaña y el Alto Urgel
y de Andorra hecho en base de hervir patata y col y después triturar y mezclarlos. Se  añade tocino y algún tipo de manteca (grasa) para freír la mezcla. Ocasionalmente se  añade ajo frito. Por último se fríe todo en una sartén al fogón hasta que queda cocido y con forma de tortilla de patata.
Tiene el aspecto de una tortilla pequeña, entreverada con trozos de col que le proporciona un toque de verde oscuro. Se  suele comer durante el invierno, siendo una comida calorífica. A menudo va acompañado con tocino. Es un plato destacado dentro de la cocina catalana de montaña y en Puigcerdá se celebra cada año la Festa del Trinxat.
El primer bocadillo comercializado de trinxat, es del año 2024 en la Molina. 

## Receta
Los ingredientes son patata, col de invierno, cerdo salado o tocino, y para sazonar aceite de oliva y ajo. A menudo en el Alto Urgel cambian el tocino por papada del cerdo.